# Pithecia inusta
El saki bruñido (Pithecia inusta) es una especie de mono saki, un tipo de mono del Nuevo Mundo. Se encuentra en el centro de Perú y en una pequeña porción de la vecina Brasil.

## Taxonomía
Fue descrita en 1823 por Johann Baptist von Spix, pero posteriormente se fusionó con el saki monje (P. monachus). Sin embargo, un estudio de 2014 la revivió como una especie distinta basándose en las diferencias en la coloración del pelaje de los individuos juveniles. La Sociedad Americana de Mamíferos, la Lista Roja de la UICN y el ITIS siguen toda esta clasificación.

## Distribución
Esta especie se encuentra en gran parte del centro de Perú, principalmente en la cuenca del río Ucayali, y en una pequeña porción del oeste adyacente de Brasil.

## Descripción
Los individuos adultos tienen una cara cubierta de un pelaje color bronce quemado. Se puede distinguir de P. monachus por la coloración facial de los juveniles, donde los machos juveniles tienen pelos blancos muy juntos y las hembras tienen caras gris-negras o pardas que se vuelven blancas, en contraste con las caras bicolores marrón y blanco de P. monachus.

## Conservación
Se piensa que esta especie está amenazada por la tala de árboles y la caza furtiva y, por lo tanto, se cree que su población está en declive. A veces también se encuentran en el comercio de mascotas. Sin embargo, debido a su amplia distribución, está clasificada como de menor preocupación en la Lista Roja de la UICN.